# Familie Malfidus

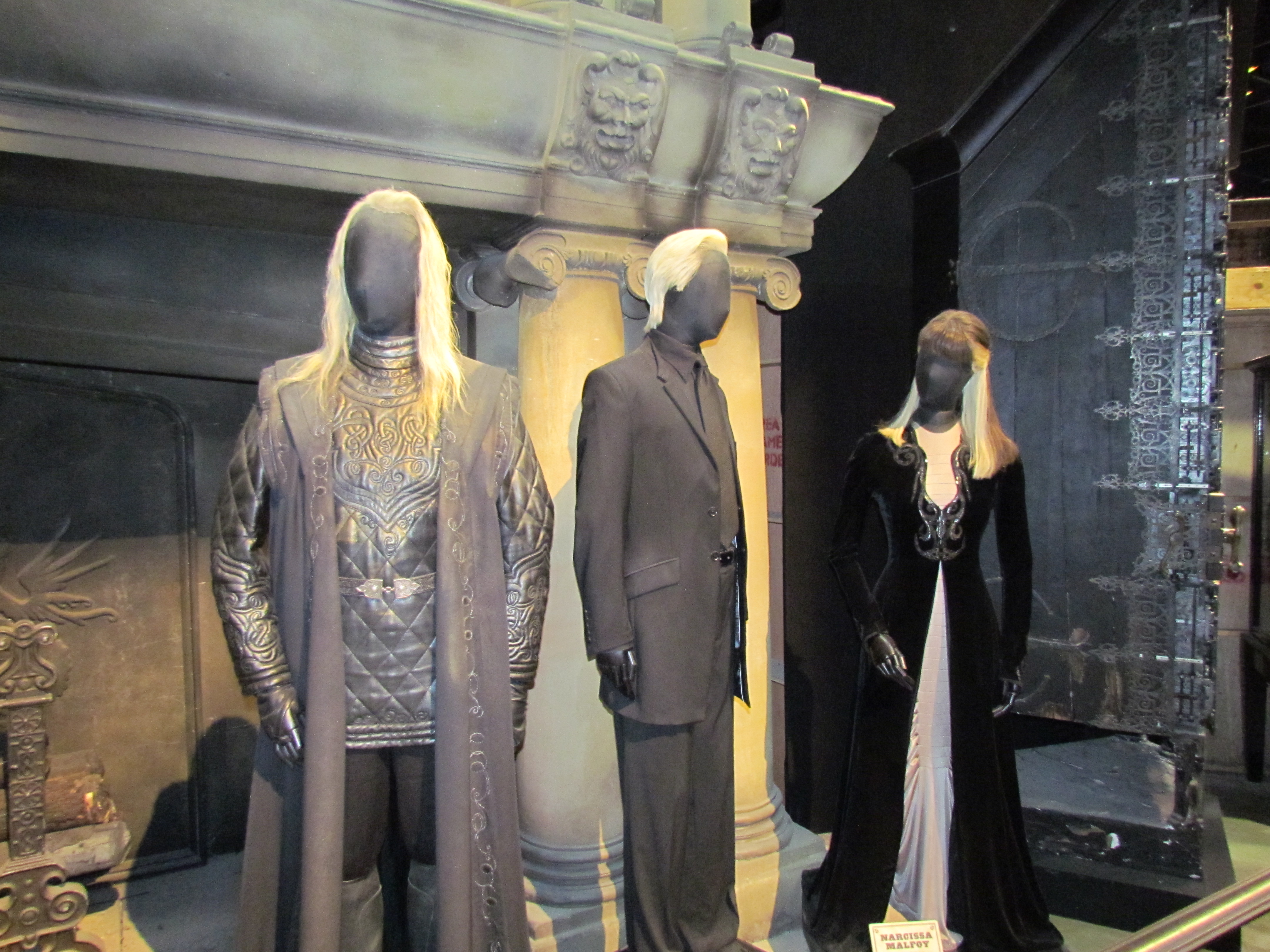
Filmkostuums van (van links naar rechts) Lucius Malfidus, Draco Malfidus en Narcissa Malfidus

Malfidus (Engels: Malfoy) is een familienaam die voorkomt in de Harry Potterboeken van de Britse schrijfster J.K. Rowling.
De familie Malfidus is een van de laatste families van zuiver bloed, dit betekent dat de familie alleen bestaat uit tovenaars uit oude tovenaarsfamilies. De familienaam is afkomstig uit Frankrijk. Net als andere verre voorouders van nobele Engelse families kwam de tovenaar Armand Malfidus gelijktijdig met Willem de Veroveraar in Engeland aan. Door zijn geheimzinnige (en magische) diensten aan Koning Willem I kreeg Malfidus een stuk land toegewezen in Wiltshire, dat momenteel tien eeuwen in het bezit is van de familie.
Lucius Malfidus was een Dooddoener tijdens beide tovenaarsoorlogen. Hij trouwde met Narcissa Zwarts en samen kregen ze een zoon: Draco. Draco is de aartsvijand van Harry Potter. De Malfidussen zijn verbonden aan de familie Zwarts door Narcissa (een nicht van Sirius Zwarts). Er zijn drie grootouders van Draco bekend: Abraxas Malfidus, Cygnus Zwarts en Druella Roselier. Na beide oorlogen slaagden de Malfidussen erin om uit Azkaban te blijven. In de epiloog van het laatste boek werd bekend dat Draco een zoon heeft genaamd Scorpius. Rowling maakte ook bekend dat Draco is getrouwd met Astoria Goedleers, waardoor hij zwager werd van zijn oude klas- en afdelingsgenoot, Daphne Goedleers.

## Nicholas Malfidus
Nicholas Malfidus is een voorouder van onder andere Draco Malfidus.

## Septimus Malfidus
Septimus Malfidus is een voorouder van onder andere Draco Malfidus. Septimus had een grote invloed op het Ministerie van Toverkunst en velen zeggen dat de Minister van Toverkunst, Unctuous Osbert, een spreekpop van hem was.

## Abraxas Malfidus
Abraxas Malfidus was de vader van Lucius en dus de grootvader van Draco. Hij is gestorven aan de drakenpest. Over het algemeen wordt aangenomen dat Abraxas deel uitmaakte van een plot om de eerste Dreuzeltelg Minister van Toverkunst, Nobby Leach, vroegtijdig te laten aftreden in 1968. Bewijs tegen Abraxas is nooit geleverd.

## Astoria Goedleers
Astoria Malfidus-Goedleers is de vrouw van Draco. Ze is twee jaar jonger dan hij. Ze hebben samen een zoon gekregen genaamd Scorpius Malfidus. Astoria is het jongere zusje van Daphne. Zij zat in hetzelfde jaar als Draco.

## Scorpius Malfidus
Scorpius Hyperion Malfidus is de zoon van Draco en Astoria. Hij wordt in de epiloog van het zevende boek genoemd, als hij naar Zweinstein gaat. Hij was een jaargenoot van Albus Potter en Roos Wemel. Zijn naam is vanuit het Latijn vrij vertaald Schorpioen.

## Stamboom
| Abraxas Malfidus |                 |                 |                 |                 |                 |                |                |                   |                 |                 |                 |                   |                   |                   |                   |                   |                   |
|                  |                 |                 |                 |                 |                 |                |                |                   |                 |                 |                 |                   |                   |                   |                   |                   |                   |
| Lucius Malfidus  | Lucius Malfidus | Lucius Malfidus | Lucius Malfidus | Lucius Malfidus | Lucius Malfidus |                |                | Narcissa Zwarts   | Narcissa Zwarts | Narcissa Zwarts | Narcissa Zwarts | Narcissa Zwarts   | Narcissa Zwarts   |                   |                   |                   |                   |
| Lucius Malfidus  | Lucius Malfidus | Lucius Malfidus | Lucius Malfidus | Lucius Malfidus | Lucius Malfidus |                |                | Narcissa Zwarts   | Narcissa Zwarts | Narcissa Zwarts | Narcissa Zwarts | Narcissa Zwarts   | Narcissa Zwarts   |                   |                   |                   |                   |
|                  |                 |                 |                 |                 |                 |                |                |                   |                 |                 |                 |                   |                   |                   |                   |                   |                   |
|                  |                 |                 |                 | Draco Malfidus  | Draco Malfidus  | Draco Malfidus | Draco Malfidus | Draco Malfidus    | Draco Malfidus  |                 |                 | Astoria Goedleers | Astoria Goedleers | Astoria Goedleers | Astoria Goedleers | Astoria Goedleers | Astoria Goedleers |
|                  |                 |                 |                 | Draco Malfidus  | Draco Malfidus  | Draco Malfidus | Draco Malfidus | Draco Malfidus    | Draco Malfidus  |                 |                 | Astoria Goedleers | Astoria Goedleers | Astoria Goedleers | Astoria Goedleers | Astoria Goedleers | Astoria Goedleers |
|                  |                 |                 |                 |                 |                 |                |                |                   |                 |                 |                 |                   |                   |                   |                   |                   |                   |
|                  |                 |                 |                 |                 |                 |                |                | Scorpius Malfidus |                 |                 |                 |                   |                   |                   |                   |                   |                   |